# Billi Bierling
Billi Bierling, właściwie Barbara Susanne Bierling (ur. 16 czerwca 1967 w Garmisch-Partenkirchen) – niemiecka dziennikarka, alpinistka i himalaistka. Jedna z najbardziej utytułowanych alpinistek w Niemczech, wspięła się na Mount Everest (jako pierwsza Niemka wspięła się i powróciła żywa) i cztery inne ośmiotysięczniki.

## Życiorys
Przerwała naukę w wieku 16 lat i nie ukończyła szkoły średniej. Wyjechała do USA, gdzie podjęła się opieki na dziećmi jako niania. Następnie w latach 1991–1993 pracowała jako nauczycielka języka niemieckiego w szkole Sutton High School w Sutton w Anglii. W latach 1988–1990 uczęszczała do specjalistycznej szkoły kształcącej Korespondentów Języka Obcego (Fachschule für Fremdsprachenkorrespondenten), a następnie w latach 1990–1995 do Szkoły tłumaczy (Fachakademie für Fremdsprachenberufe) w Monachium. W 1992 uzyskała Certyfikat językowy potwierdzający znajomość języka angielskiego Cambridge Proficiency in English, Grade: B), a w 1993 sześciotygodniowy kursu szkoleniowy TEFL-Diploma (Teacher Training International) w Londynie.
We wrześniu 1999 ukończyła magisterski, specjalistyczny roczny kurs praktyki zawodowej dziennikarstwo międzynarodowe na City, University of London. Została na niego przyjęta, pomimo że nie posiadała odpowiedniego tytułu licencjanta.
Następnie pracowała jako redaktor: w Cabouchon Ltd. (1999–2001) i magazynu IKEA w Londynie, oraz była redaktorem koordynującym dla „Financial Times” w Londynie (2000–2001).
W 2000 roku jako członek ekspedycji na Baruntse Billi pierwszy raz spotkała Elizabeth Hawley – kronikarkę wypraw w Himalaje. W 2003 wyjechała i zamieszkała w Szwajcarii, gdzie pracowała jako dziennikarka dla Swiss Radio International oraz na krótkoterminowych umowach dla Szwajcarskiej Pomocy Humanitarnej.
W 2004 przeniosła się ze Szwajcarii do Nepalu i tam rozpoczęła pracę dla panny Hawley. Jako jej asystentka pomagała w pracy nad projektem Himalayan Database. Przeprowadzała wywiady z alpinistami i prowadziła digitalizację danych. Od 2016 została szefową tego projektu, a po śmierci panny Hawley (26.01.2018) kontynuuje dzieło wraz z Richardem Salsbury i zespołem.
Od stycznia 2005 została niezależnym dziennikarzem w Katmandu w Nepalu. Pracowała na krótkoterminowych umowach jako rzeczniczka Organizacji Narodów Zjednoczonych (OCHA) w Jerozolimie (2008) i w Pakistanie (2009–2010). W 2010 była rzeczniczką prasową i specjalistką ds. stosunków zewnętrznych w UNHCR w Islamabadzie w Pakistanie, a w 2012 została konsultantką ds. mediów w Szwajcarskiej Agencji Rozwoju w Pakistanie. Od 2013 do 2014 była ekspertem ds. komunikacji w Swiss Development Agency w Bernie.
Pisze artykuły do alpinistycznych czasopism, niemieckich gazet codziennych i anglojęzycznych rozgłośni radiowych. Tłumaczy również książki o tematyce górskiej na język angielski.

## Ważniejsze osiągnięcia wspinaczkowe
Billi Bierling po raz pierwszy wspięła się w Himalaje w 1998 roku. 21 maja 2009 roku z powodzeniem zdobyła najwyższy szczyt świata Mount Everest . W październiku 2010 roku stała się pierwszą niemiecką alpinistką, która dotarła na szczyt ósmej najwyższej góry świata Manaslu w zachodnim Nepalu. W maju 2011 zdobyła kolejny ośmiotysięcznik Lhotse (8383 m n.p.m.). Zaś w październiku 2011 została pierwszą niemiecką alpinistką, która wspięła się na Manaslu. Było to jej powtórne zdobycie tego szczytu, ale już bez wsparcia tlenowego. 1 października 2016 zdobyła szóstą najwyższą górę na świecie Cho Oyu (8201 m) również bez użycia tlenu.
Łącznie zdobyła pięć z 14 najwyższych szczytów na świecie.

## Lista osiągnięć
- Wrzesień 1998, Andy, Ekwador, Illiniza Norte (5008 m n.p.m.)
- Lipiec – sierpień 1998, Andy, Boliwia, Huayna Potosí (6088 m n.p.m.)
- Marzec – kwiecień 1999, Himalaje, Nepal, Imja Tse (Island Peak) (6173 m n.p.m.), Mera Peak (6498 m n.p.m.)
- Marzec – maj 1998, Himalaje, Nepal, Parchermo Peak (6187 m n.p.m.) (zatrzymany tuż pod szczytem seraków)
- Październik 2004, Himalaje, Nepal, Urkema Peak (5825 m n.p.m.)
- Kwiecień 2005, Himalaje, Nepal, Mera Peak (6498 m n.p.m.)
- Wrzesień 2005, Himalaje, Tybet, Cho Oyo Camp 2 (7,200 m n.p.m.)
- Kwiecień 2006, Himalaje, Nepal, Mera Peak (6498 m n.p.m.)
- Wrzesień 2007, Himalaje Tybet, Lhakpa Ri (7,045 m n.p.m.)
- Listopad – grudzień 2007, Himalaje, Nepal, Mera Peak dwa razy (6498m m n.p.m.)
- Grudzień 2008, Argentyna, Aconcagua (6960 m n.p.m.)
- 21 maja 2009, Himalaje, Nepal, Mount Everest (8848 m n.p.m.)
- 1 października 2010, Himalaje, Nepal, Manaslu (8156 m n.p.m.)
- 26 maja 2011 Himalaje, Nepal, Lhotse (8516 m n.p.m.)
- 4 października 2011, Himalaje, Nepal, Manaslu (bez maski tlenowej) (8156 m n.p.m.)
- 16 maja 2013, Himalaje, Nepal, Nuptse False-Summit (7861 m n.p.m.)
- 25 maja 2014, Himalaje, Nepal, Makalu (8485 m n.p.m.)
- 1 października 2016, Himalaje, Tybet, Cho Oyu (8201 m n.p.m.)